# Macrus solyanikovi
Macrus solyanikovi là một loài tò vò trong họ Ichneumonidae.